# Mateja Šimic
Mateja Šimic, slovenska triatlonka, * 11. marec 1980, Ljubljana.
Mateja Šimic je za Slovenijo nastopila na triatlonskem delu Poletnih olimpijskih iger 2012 v Londonu, kjer je osvojila sedemintrideseto mesto. Kasneje je leta 2016 v Riu de Janeiru osvojila enaintrideseto mesto. 